# Тату Ванханен
Тату Ванханен (фін. Tatu Vanhanen; 17 квітня 1929, Вуоксенранта, Фінляндія — 22 серпня 2015) — фінський політолог, доктор філософії (по політології), заслужений професор політичних наук університету Тампере. Батько екс-прем'єр-міністра Фінляндії Матті Ванханена.

### Біографія
Народився у Вуоксенранте(в той період — територія Фінляндії).
Тату Ванханен і Річард Лінн — співавтори двох сенсаційних книжок, «Коефіцієнт інтелекту і багатство народів»(2002) і «Коефіцієнт інтелекту і глобальна нерівність»(2006).
Відомий також як дослідник демократії, а також тим, що розробив індекс демократії(Індекс Ванханена).